# Loupiac (AOC)
Pour les articles homonymes, voir Loupiac.
Le loupiac est un vin liquoreux français d'appellation d'origine contrôlée produit sur la commune de Loupiac.  Le loupiac forme avec les appellations cadillac et sainte-croix-du-mont une petite région produisant des vins liquoreux au sein du vignoble de l'Entre-deux-Mers, face au Sauternais.
Le vignoble de Loupiac bénéficie d’un climat particulier à l’automne. Au confluent du Ciron et de la Garonne, l’humidité des brumes matinales s’élève du fleuve, alternant avec des périodes très chaudes et ensoleillé. Ces conditions particulières favorisent le développement du Botrytis cinerea (la pourriture noble), donnant naissance à des vins liquoreux.

## Historique
Les historiens attribuent la production de vins blancs doux et alcoolisés en France à l'influence des négociants hollandais au XVIIe siècle : la guerre de Trente Ans ayant ravagé le vignoble rhénan, ils favorisèrent le développement d'un vignoble d'exportation dans le Sauternais, à Bergerac et en Anjou. Si la sélection des grappes par tries est ancienne, l'emploi de baies touchées par la pourriture noble (le Botrytis cinerea) pour augmenter la concentration en sucre n'est mentionné qu'à la fin du XVIIIe siècle, peut-être imité de pratiques de la Rhénanie (l'actuel Trockenbeerenauslese) et de Hongrie (le tokay). La légende locale raconte qu'un propriétaire du Sauternais rentra en retard pour superviser ses vendanges ; trouvant le raisin trop mûr, il décida néanmoins de le récolter en dépit de l'aspect pourri des raisins : bien lui en prit puisqu'il découvrit l'apport aux arômes du vin.
Dans son ouvrage de 1816, André Jullien décrit la pourriture noble et la vendange par tries sélectives : « les vins blancs de Sauterne et autres du même genre, sur-tout ceux de première qualité, sont vendangés à plusieurs reprises. On ne cueille les raisins qu'à mesure qu'ils pourrissent, et lorsque la pellicule a acquis une couleur brune et qu'elle s'attache aux doigts ; ce qui fait que la vendange dure souvent deux mois ». L'auteur propose un classement des communes du département de la Gironde produisant des vins sucrés :
- première classe : Sauterne (aujourd'hui Sauternes), Barsac, Preignac et Beaumes (Bommes) ;
- deuxième classe : Langon et Cérons ;
- troisième classe : Sainte-Croix-du-Mont et Loupiac ;
- quatrième classe : Langoiran, Rioms (Rions) et Cadillac[6].

Charles Cocks, dans l'édition 1874 de son guide, nomme pour Loupiac 25 producteurs et indique que la commune produit des rouges (surtout à partir de malbec et de grapput) ainsi que des blancs « fins et agréables se rapprochant, dans les vignobles situés sur les coteaux bien exposés, des vins de Saint-Croix-du-Mont. Ils sont produits par 1/3 sémillon, 1/3 blancaubat, 1/3 sauvignon, blanc verdet, muscadet et malvoisie ». Dans l'édition 1893, le phylloxéra a entraîné un changement d'encépagement, en rouge (1/4 cabernet, 1/4 malbec, 1/4 castets, 1/4 merlot) comme en blanc (1/2 sémillon, 1/4 sauvignon, 1/4 muscadelle) ; 50 producteurs sont nommés.
Le nom de loupiac pour un vin se vendant plutôt bien, les producteurs de la commune cherchèrent à protéger leur appellation contre les producteurs voisins, d'où le jugement du 8 mars 1926 et surtout la limitation à la seule commune de Loupiac par l'arrêt de la Cour d'appel de Bordeaux du 28 juillet 1930. L'encadrement officiel se fait par le décret du 11 septembre 1936, qui défini ce vin comme étant produit avec du raisin à surmaturité touchés par la pourriture noble, avec minimum 212 g de sucre naturel par litre de moût, pour des vins titrant au moins 12,5° d'alcool. Le cahier des charges a été dernièrement modifié en septembre 2009 (passage en AOP), en octobre 2011 (sur l'enrichissement par sucrage ou concentration), en juin 2014 et en juillet 2016.

## Vignoble
L'aire d'appellation est limitée à la commune de Loupiac, dans le département de la Gironde en région Nouvelle-Aquitaine. La commune se situe sur la rive droite de la Garonne, entre Cadillac-sur-Garonne au nord-ouest et Sainte-Croix-du-Mont au sud-sud-est, en face de Barsac au sud-ouest, à 40 km de Bordeaux. Il s'agit de vignobles de coteaux.
Selon les Douanes, la superficie revendiquée en 2023 sous l'appellation est de 222 hectares. En 2005, elle était de 364 ha.

### Géologie

#### Sous-sol
Les couches sédimentaires qui forment le sous-sol sont les suivantes :
- calcaire à Astéries (ère tertiaire) ;
- molasses de l'Agenais (ère tertiaire) ;
- argiles à graviers du Pliocène (ère tertiaire) ;
- alluvions graveleuses du Quaternaire (graves garonnaises) dans certains vignobles.

#### Sols
Les types de sols qui portent le vignoble sont suivant le sous-sol :
- bruns calcaires et argilo-calcaires sur le calcaire à Astéries ;
- bruns calcaires et caillouteux sur les pentes au sud et au sud-ouest ;
- argileux sur la molasse de l'Agenais ;
- de boulbènes, des sols limono-argileux, limono-sableux, développés sur des alluvions fines de la Garonne et des molasses de l'Agenais.

### Encépagement

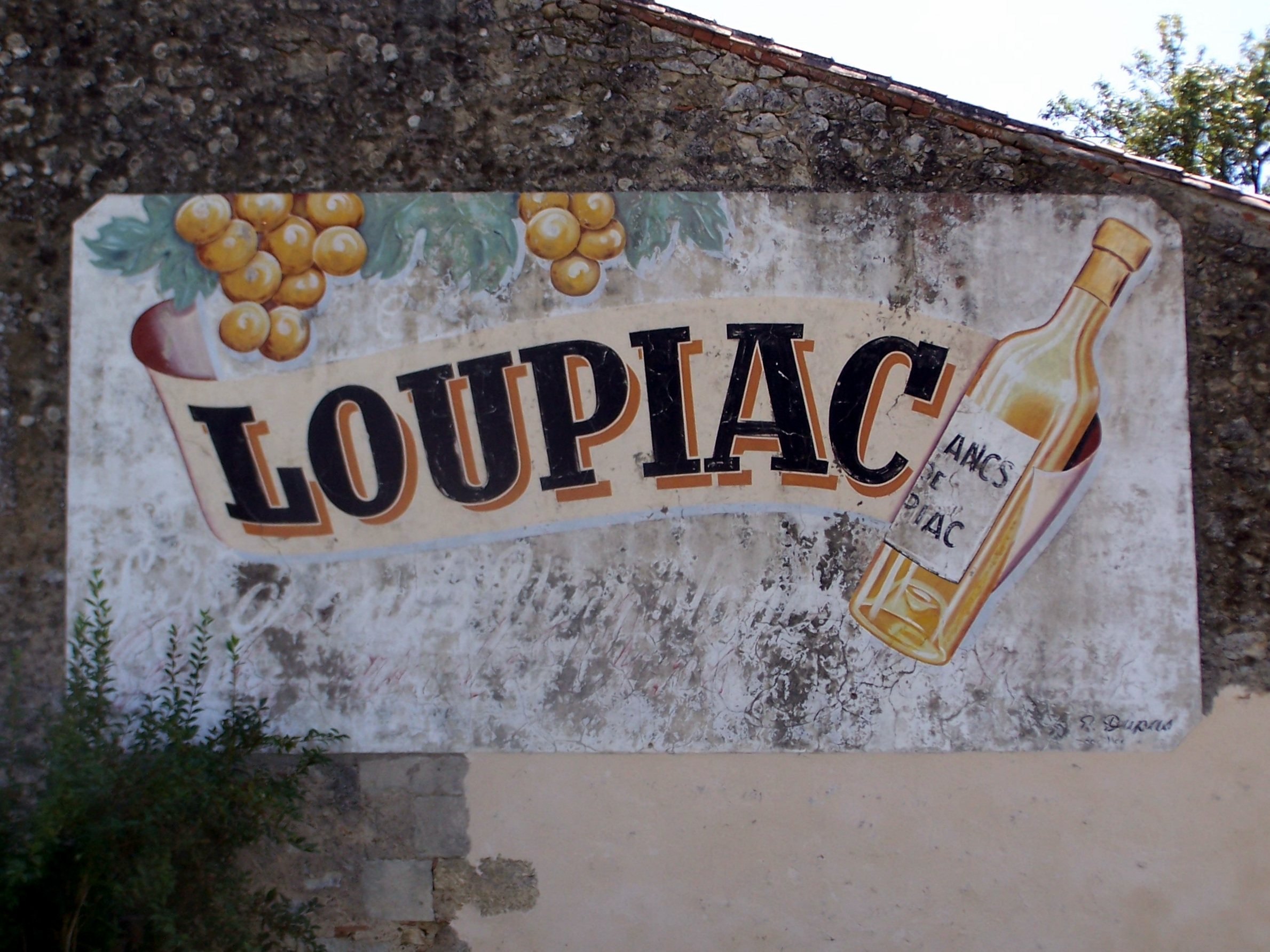
Réclame pour le vin de Loupiac.

À l'instar des autres liquoreux de la Gironde, le vin est issu des cépages :
- le sémillon pour 80 %, qui apporte le gras et la force ; ses grosses baies ont une peau épaisse accueillant bien la pourriture noble, car elles n'éclatent pas ;
- le sauvignon (le blanc comme le gris sont autorisés)[2], présent dans une proportion de 15 %, apportant sa touche aromatique et sa vivacité ;
- La muscadelle, enfin, qui complète l'assemblage (faible %).

À noter que ces pourcentages sont ceux rencontrés couramment, mais que le cahier des charges ne précise pas de contrainte sur l'assemblage des vins.

## Vins
Le loupiac étant un vin liquoreux, le cahier des charges comporte une série de contraintes particulières :
- les raisins doivent être récoltés à surmaturité, botrytisés et /ou passerillés sur souche ;
- les raisins doivent être récoltés manuellement par tries successives ;
- les raisins doivent avoir une richesse en sucre supérieure à 238 grammes par litre de moût pour le sémillon et 229 grammes par litre de moût pour les autres cépages ;
- les vins doivent présenter un titre alcoométrique volumique naturel minimum de 14,5 %.

### Vinification
Le pressurage des récoltes atteintes par la pourriture est délicat car le jus est visqueux, dégageant un nuage de spores. La vinification se poursuit comme pour tous les vins blancs, mais avec beaucoup plus de sucre. Les levures se nourrissent du sucre et produisent de l'alcool, un déchet pour elles : lorsque la fermentation dépasse le titre alcoométrique de 14 à 16 % vol., les levures s'auto-empoisonnent. La fermentation cesse alors, en conservant des sucres résiduels. Pour des raisons de commodité de travail au chai et de maîtrise de la quantité de sucres résiduels, le vinificateur peut aussi provoquer la fin de la fermentation alcoolique ; il dispose d'installation de réfrigération (anesthésiant puis tuant les levures), de systèmes de filtration (ôtant les levures du vin) ou du dioxyde de soufre (tuant les levures).

### Rendements
Selon le cahier des charges de l'appellation, le rendement maximum doit être de 40 hectolitres par hectare, pouvant monter jusqu'au rendement butoir fixé à 44 hl/ha. En 2023, le rendement moyen a été de 26 hl/ha.
Les rendements moyens déclarés récemment sont : 
| Année | Superficie (ha) | Production (hl) | Rendement (hl/ha) |
| ----- | --------------- | --------------- | ----------------- |
| 2019  | 290             | 8 800           | 30                |
| 2020  | 264             | 7 398           | 28                |
| 2021  | 256             | 5 018           | 20                |
| 2022  | 276             | 6 190           | 22                |
| 2023  | 222             | 5 811           | 26                |
| 2024  | 155             | 3 373           | 22                |

### Dégustation
Les loupiac jeunes ont une robe dorée ; avec l'âge ils foncent, devenant couleur d'ambre. Au nez, ils dégagent des arômes de fruits murs (abricots, ou pêche), de fruits confits, de fruits exotiques, de figue, de miel, de fleurs (acacia, ou chèvrefeuille), de vanille, mais aussi des notes de pain d'épices, de fleurs jaunes, de raisin de Corinthe et de pruneau,.
En bouche, le vin est riche, ample et gras, avec une structure élégante et équilibrée par une bonne acidité, et une longue finale. Le vin renforce son côté onctueux et voluptueux en vieillissant.
Ce sont des vins de garde, évoluant sur une dizaine d'années. Les vins produits vers le nord sont plus moelleux que liquoreux.

## Économie

### Hiérarchie des prix
Le prix de vente des vignes ayant droit aux appellations de vins liquoreux de la rive droite (cadillac, loupiac et sainte-croix-du-mont) est officiellement en 2023 de 9 500 euros l'hectare en moyenne (variant entre 4 000 et 18 000 €), soit des prix nettement inférieurs aux appellations de l'autre rive barsac et sauternes (28 000 € en moyenne, variant de 15 000 à 150 000), mais plutôt équivalents à ceux pour l'appellation générique bordeaux blanc qui est à une moyenne de 12 000 € (de 4 000 à 18 000 €).
Pour une comparaison entre les appellations, on peut aussi prendre les prix pratiqués en vrac (en € pour une tonneau de 900 litres) officiellement pour le calcul des fermages en 2023, qui fournissent une hiérarchie des vins sucrés du Bordelais :
- 1 098 € (122 €/hl) pour du côtes-de-bordeaux-saint-macaire (moelleux) ;
- 1 282,5 € (142,5 €/hl) pour du cadillac ou du premières-côtes-de-bordeaux (moelleux) ;
- 1 928 € (214 €/hl) pour du graves-supérieures (moelleux) ou du cérons ;
- 2 230 € (248 €/hl) pour du sainte-croix-du-mont ;
- 2 419 € (269 €/hl) pour du loupiac ;
- 5 732,5 € (637 €/hl) pour du barsac ou du sauternes.

Les prix dans le commerce sont évidemment bien plus élevés, variant considérablement en fonction du nom du producteur.

### Producteurs
Liste des producteurs (pas nécessairement exhaustive) :
- Château Bertranon ;
- Château de Beaupuy ;
- Château de Cranne ;
- Château de Ricaud ;
- Château de Rondillon ;
- Château de Suberne ;
- Château de Suberne ;
- Château du Cros ;
- Château du Grand Plantier ;
- Château du Vieux Moulin ;
- Château Grand Peyruchet ;
- Château La Nère ;
- Château La Nère ;
- Château le Portail Rouge ;
- Château Loupiac-Gaudiet ;
- Château Mazarin ;
- Château Peybrun ;
- Château Saint Martin ;
- Château Tertre de Pezelin ;
- Clos Jean ;
- Domaine de Peytoupin ;
- Domaine des Pins de Pitcha ;
- Domaine des Rochers ;
- Domaine du Chay ;
- Domaine du Noble ;
- Vignobles J. Darriet.